# عمر البرزنجي
عمر أحمد كريم البرزنجي (بالكردية: عومه‌ر به‌رزنجی) (10 يناير 1960، السليمانية -) هو حقوقي ومحام وسياسي ودبلوماسي عراقي ذو أصول كردية. كان يشغل منصب سفير العراق في الفاتيكان وعين في أيار 2019 سفيراً في قطر.

## نشأته ودراسته وعمله
ولد عمر البرزنجي في السليمانية في 10 يناير 1960، ونشأ في كركوك وأكمل الدراسة الابتدائية والثانوية في كركوك. حصل على شهادة البكالوريوس في الشريعة من کلیة الشريعة الإسلامية (كلية العلوم الإسلامية حاليا) في جامعة بغداد عام 1984، وحصل على شهادة المعهد العالي للعلوم الجنائية في سرقوسة في إيطاليا. كما تحصل على شهادة الماجستير في العلوم السياسية والدبلوماسية من جامعة الحضارة الإسلامية المفتوحة وشهادة الدكتوراه في العلوم السياسية والدبلوماسية.
عمل محاميًا وأصبح عضوًا في كل من نقابة المحامين منذ العام 1984 ولغاية العام 2004، واتحاد الحقوقيين العراقيين منذ العام 2012. عمل محاضرا في المعهد الأوروبي للعلوم الإنسانية في باريس (فرع هولندا) في عامي 2002-2003. وعمل في مجال تدريس اللغة العربية والتاريخ الإسلامي.
بدأ عمله الدبلوماسي في العراق بعد احتلال العراق سنة 2003، حيث شغل منصب مدیر دائرة حقوق الإنسان فی وزارة الخارجیة العراقیة منذ تموز 2004 وسفير من مركز الوزارة. عمل بعدها في مناصب دبلوماسية مختلفة، فقد كان سفيرًا للعراق في لبنان (من 27 شباط 2009 ولغاية 1 أيار 2013) ورومانيا (27 أيار 2013 ولغاية 3 أيار 2015) ثم شغل منصب وكيل وزارة الخارجية للشؤون القانونية والعلاقات متعددة الأطراف للمدة من حزيران 2015 ولغاية 8 شباط 2017. قدّم أوراق اعتمادهِ إلى قداسة البابا فرنسيس سفيرًا مفوضًا فوق العادة لجمهورية العراق لدى الكرسي الرسولي (الفاتيكان) في 4 آذار 2017. وكان عضوًا في الاتحاد الإسلامي الكردستاني.

## ترشحه لمنصب الرئاسة في العراق
في 17 أيار 2018، أعلن عن نيته الترشح لمنصب رئيس جمهورية العراق، وقدم أوراقه رسميًا في 18 أيلول 2018.

## المؤهلات العلمية
- بكالوريوس في الشريعة من کلیة الشريعة الإسلامية من جامعة بغداد عام 1984.
- شهادة من المعهد العالمي للعلوم الجنائية في إيطاليا حول (حل النزاعات والبحث عن الحقيقة والتعليم والخيارات الأخرى للعدالة الانتقالية في العراق).
- يتقن اللغات العربية والكردية والتركية والهولندية، كما لديه إلمام باللغتين الإنجليزية والفارسية.[1]

## المناصب التي تسلمها
- قدّم أوراق اعتمادهِ إلى البابا فرنسيس سفيراً مفوضاً فوق العادة لجمهورية العراق لدى الكرسي الرسولي (الفاتيكان) في 4/آذار/2017.
- وكيل وزارة الخارجية للشؤون القانونية والعلاقات متعددة الأطراف للمدة من حزيران/2015 ولغاية 8/شباط/2017.
- سفير جمهورية العراق في بوخارست/رومانيا للمدة من 27/آيار/2013 ولغاية 3/آيار/2015.
- سفير جمهورية العراق في بيروت/لبنان للمدة من 27/شباط/2009 ولغاية 1/آيار/2013.
- سفير في مركز وزارة الخارجية ورئيس دائرة حقوق الإنسان منذُ تموز/2004، ومحاضر لمادة حقوق الإنسان في الدورات الدبلوماسية التي عُقدت في معهد الخدمة الخارجية لنفس المدة.
- مشرف على عدد من بحوث الترقية للدبلوماسيين العراقيين.
- محاضر في المعهد الأوربي للعلوم الإنسانية في باريس (فرع هولندا) في عاميّ (2002-2003).
- محامي ومنتمي إلى نقابة المحامين منذُ عام 1984 ولغاية عام 2004.
- عضو اتحاد الحقوقيين العراقيين منذُ تاريخ 2/4/2012 ولغاية الآن.

## النشاطات والمؤتمرات الدولية
- رئيس اللجنة العراقية – الكويتية برئاسة الصليب الأحمر.
- رئيس اللجنة العراقية – الإيرانية برئاسة الصليب الأحمر.
- رئيس الوفد العراقي لجميع اجتماعات مجلس حقوق الإنسان التي عُقدت في مقر الأمم المتحدة في جنيف من الدورة الأولى ولغاية الدورة التاسعة.
- رئيس الوفد العراقي في اجتماعات لجنة حقوق الإنسان (61، 62) في مقر الأمم المتحدة في جنيف.
- عضو الوفد العراقي في اجتماعات الدورة (60) للجمعية العامة للأمم المتحدة في نيويورك سنة 2005.
- رئيس الوفد العراقي في مؤتمر حول حقوق الإنسان في الإسلام سنة 2005.
- رئيس الوفد العراقي في اجتماعات لجنة الخبراء القانونيين العرب / اللجنة العربية الدائمة لحقوق الإنسان في جامعة الدول العربية سنة 2004.
- ممثل العراق في عدد هائل من المؤتمرات خلال تسنمهِ منصب وكيل الوزارة للشؤون القانونية والعلاقات متعددة الأطراف.

## الحياة الشخصية
متزوج من السيدة دلكير جعفر البرزنجي، وهو أب لابنٍ واحد وثلاث بنات.

## روابط خارجية
- السيرة الذاتية للسفير عمر البرزنجي نسخة محفوظة 27 فبراير 2018 على موقع واي باك مشين.، موقع سفارة جمهورية العراق في الفاتيكان